# Heygendorf
Heygendorf település Németországban, azon belül Türingiában. Lakosainak száma 536 fő (2017. december 31.). Heygendorf Querfurt községgel határos.

## Népesség
A település népességének változása:

| 2017 | 536 |